# نیروگاه برق آبی انتالومیتا
نیروگاه برق آبی انتالومیتا (به لاتین: Antelomita Hydroelectric Power Station) یک نیروگاه برقابی در ماداگاسکار است که در Anjeva Gara, Analamanga Region واقع شده‌است.